# Uranoscopus dollfusi
Uranoscopus dollfusi är en fiskart som beskrevs av Brüss, 1987. Uranoscopus dollfusi ingår i släktet Uranoscopus och familjen Uranoscopidae. Inga underarter finns listade i Catalogue of Life.

## Bildgalleri

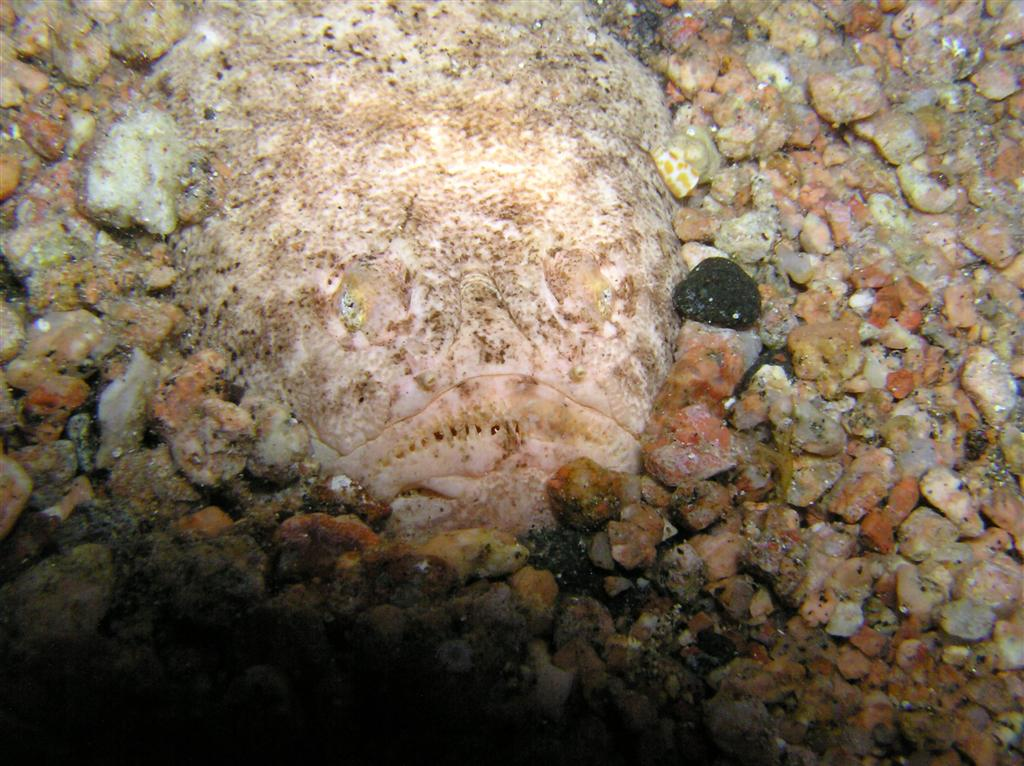